# Hypodynerus molinae
Hypodynerus molinae är en stekelart som först beskrevs av Henri Saussure 1851.  Hypodynerus molinae ingår i släktet Hypodynerus och familjen Eumenidae. Inga underarter finns listade i Catalogue of Life.